# In a Minor Groove
In a Minor Groove — студійний альбом американської джазової арфістки Дороті Ешбі, випущений у 1958 році лейблом New Jazz.

## Опис
Арфістка Дороті Ешбі записала цей альбом з флейтистом Френком Вессом, басистом Германом Райтом і ударником Роєм Гейнсом. Включає джазові стандарти, наприклад «You'd Be So Nice to Come Home To», «Yesterdays» і «Bohemia After Dark» Оскара Петтіфорда, а також декілька власних композицій Ешбі. Альбом вийшов у 1958 році на лейблі New Jazz, дочірньому Prestige Records.

## Список композицій
1. «Rascality» (Дороті Ешбі) — 3:51
2. «You'd Be So Nice to Come Home To» (Коул Портер) — 3:55
3. «It's a Minor Thing» (Дороті Ешбі) — 3:52
4. «Yesterdays» (Джером Керн) — 4:21
5. «Bohemia After Dark» (Оскар Петтіфорд) — 6:16
6. «Taboo» (Маргаріта Лекуона) — 6:13
7. «Autumn in Rome» (Семмі Кан, Пол Вестон) — 5:30
8. «Alone Together» (Артур Шварц, Говард Діц) — 4:58

## Учасники запису
- Дороті Ешбі — арфа
- Френк Весс — флейта
- Герман Райт — контрабас
- Рой Гейнс — ударні

Технічний персонал
- Боб Вейнсток — продюсер
- Руді Ван Гелдер — інженер
- Есмонд Едвардс — фотографія
- Айра Гітлер — текст